# Abrotanella emarginata
Abrotanella emarginata là một loài thực vật có hoa trong họ Cúc. Loài này được (Cass. ex Gaudich.) Cass. mô tả khoa học đầu tiên năm 1825.